# Vielitzsee
Vielitzsee è un comune di 468 abitanti del Brandeburgo, in Germania.

Appartiene al circondario dell'Ostprignitz-Ruppin ed è parte della comunità amministrativa di Lindow (Mark).

## Geografia antropica

### Suddivisioni amministrative
Il comune di Vielitsee comprende 3 centri abitati (Ortsteil):
- Seebeck
- Strubensee
- Vielitz